# Eric Gill

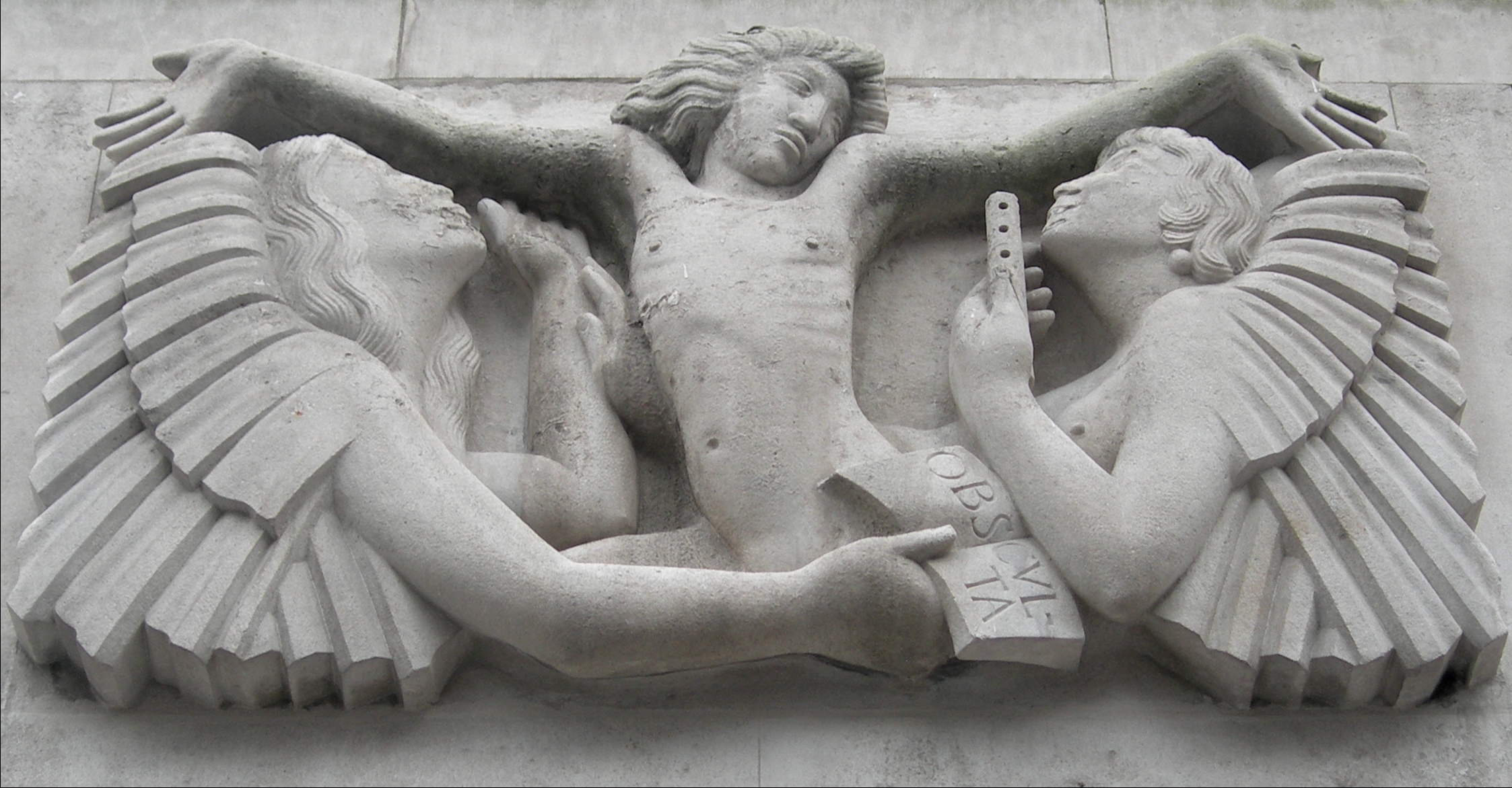
Ariel

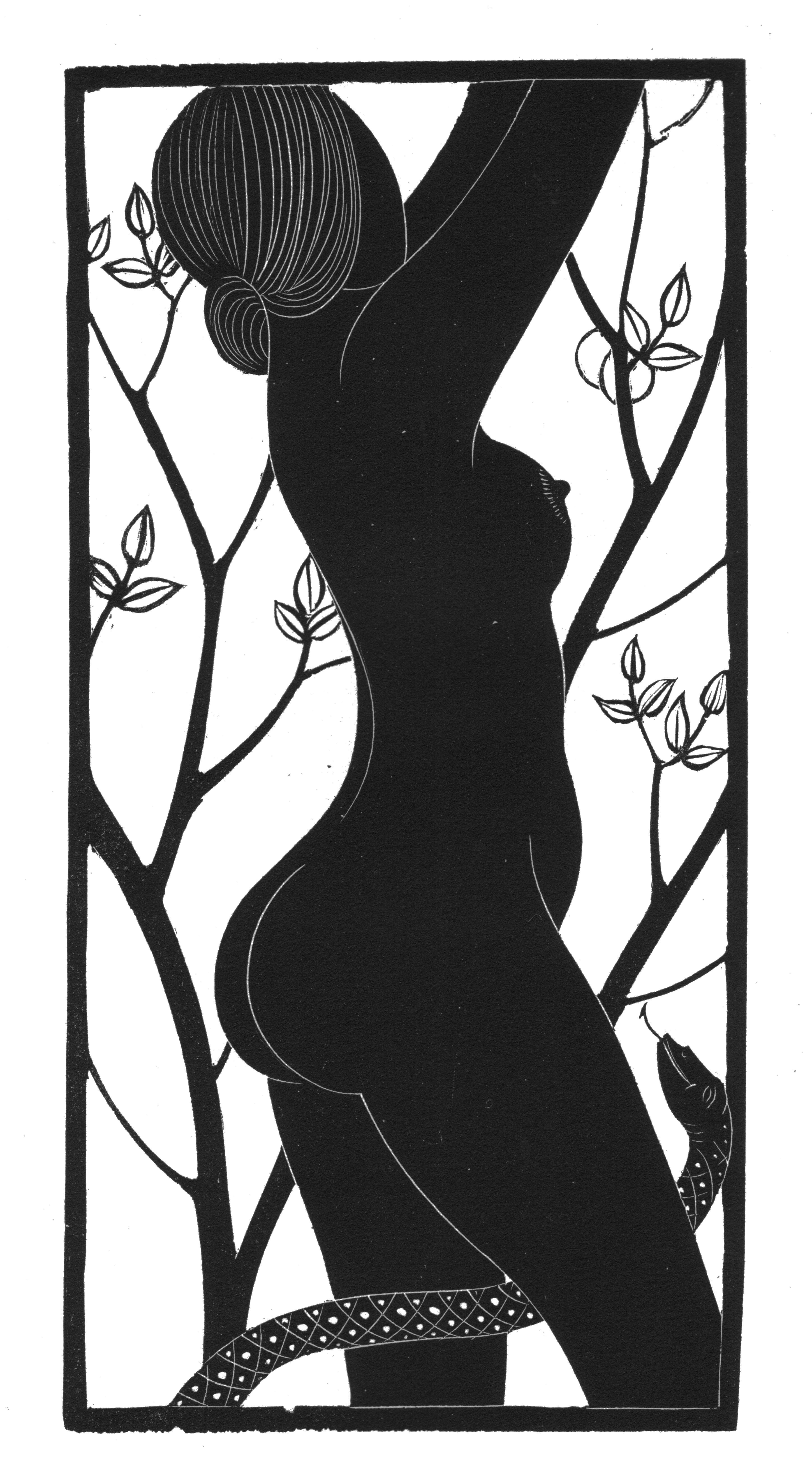
Ewa

Arthur Eric Rowton Gill (ur. 22 lutego 1882, zm. 17 listopada 1940 w Londynie) – angielski rzeźbiarz, grafik, typograf i rytownik, należący do ruchu Arts and Crafts. Projekt artystyczny Gilla, łączący motywy religijne z erotyzmem, stał się przedmiotem dyskusji i wzbudził wiele kontrowersji po opublikowaniu prywatnych zapisków autora.

## Sztuka
Uczył się w Technical and Art School w Chichesterze, skąd przeniósł się w 1900 roku do Londynu, by studiować architekturę pod okiem Williama Douglasa Caroe. Niezadowolenie z obranej ścieżki sprawiło, że zaczął interesować się kaligrafią, liternictwem i rzeźbą w kamieniu. W 1903 roku porzucił architekturę, a w 1910, po przeprowadzce do Ditchling w hrabstwie Sussex, poświęcił się rzeźbie. Ta część dorobku artystycznego Gilla wyrastała z fascynacji średniowieczną rzeźbą sakralną, sztuką egipską, grecką i indyjską, czego przykładem jest rzeźba Mother and Child z 1912 roku. 
W 1914 roku zaangażował się w pracę nad rzeźbami stacji drogi krzyżowej dla Katedry Westminsterskiej. W tym samym roku poznał typografa Stanleya Morisona. Ten okres twórczości łączy się z konwersją Gilla na katolicyzm, a motywy biblijne stają się coraz częstsze w jego twórczości. W 1924 roku przeniósł się do Capel y Ffin, gdzie założył własny warsztat, drukarnię oraz odlewnię czcionek. Odnosił sukcesy jako nauczyciel – jego uczniami zostali m.in. David Kindersley, John Skelton, Laurie Cribb, Donald Potter i Walter Ritchie.
Kolejnym ważnym zleceniem był relief Prospero i Ariel z 1931, należący do nurtu świeckiego w twórczości Gilla. Znaczący osiągnięciem były też reliefy hotelu Midland w Morecambe, powstałe na początku lat 30.
Za najważniejsze osiągnięcie Gilla w dziedzinie rytownictwa uważane są grafiki dla wydawnictwa Golden Cockerel.

## Typografia
Jako teoretyk typografii i projektant pism Gill znany jest z takich krojów jak: Perpetua, Joanna i Gill Sans. Jest też autorem ważnego zbioru tekstów o funkcjonalności typografii (An Essays on Typography, 1931).

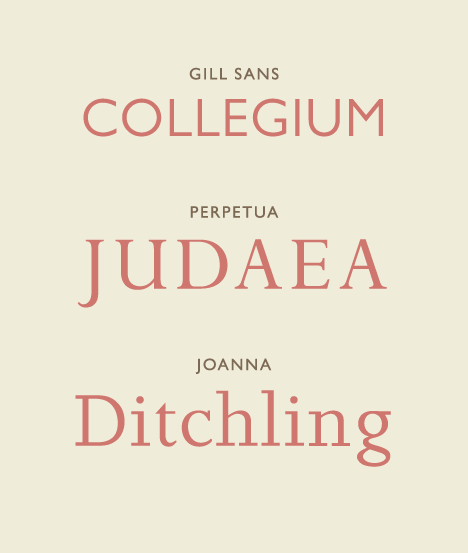
Kroje stworzone przez Gilla
Gill Sans
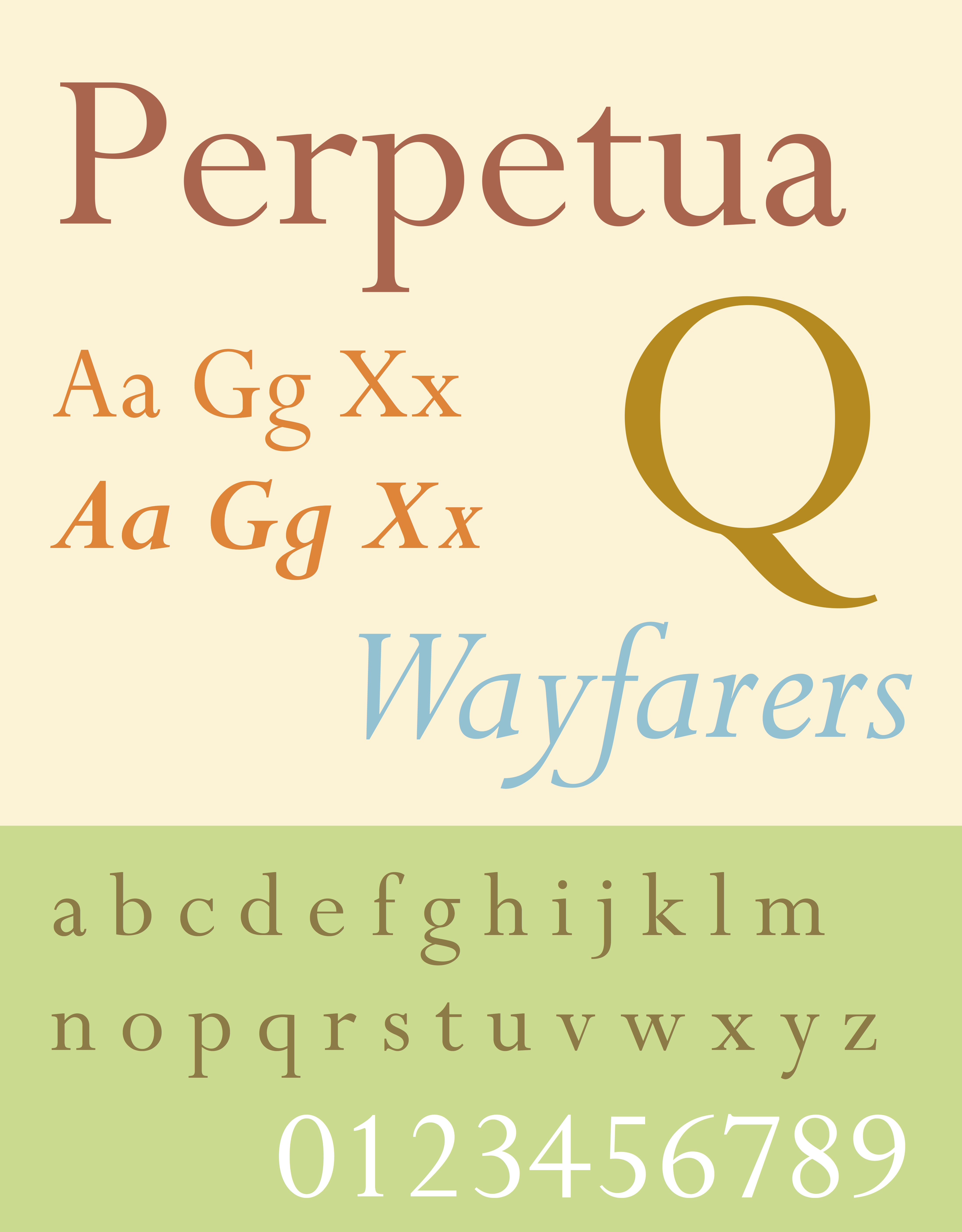
Perpetua
Joanna
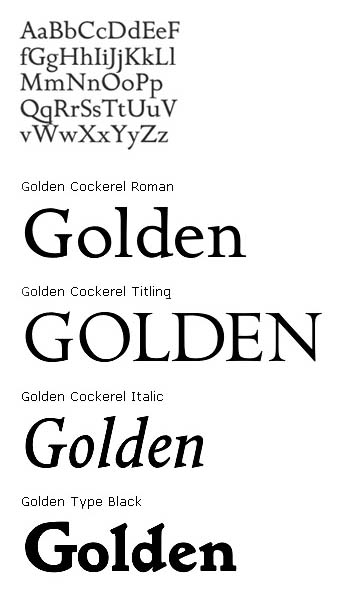
Czcionki stworzone dla wydawnictwa Golden Cockerel
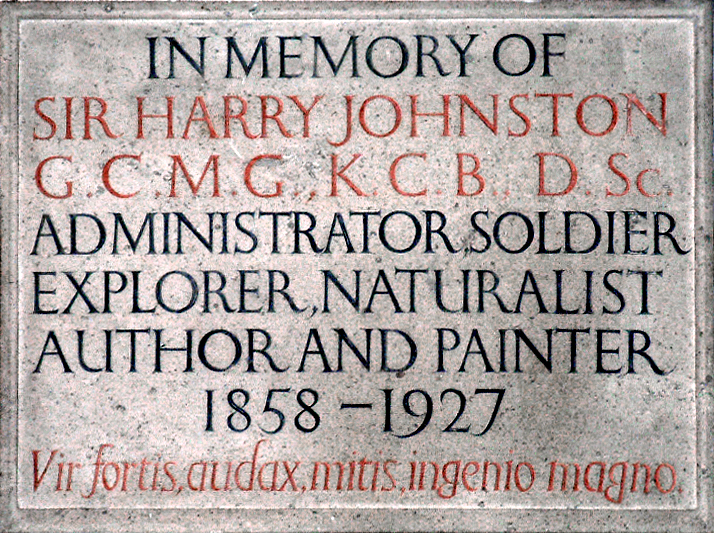
Liternictwo Gilla

## Życie prywatne
W 1904 roku ożenił się z Ethel Hester Moore (1878–1961), a trzy lata później przenieśli się do wioski Ditchling w Susseksie, która później miała stać się centrum twórczej aktywności Gilla i kilku początkujących artystów, którym przewodził. Lata 20. to kolejne przeprowadzki, najpierw do Capel y Ffin w Walii, potem do Pigotts w Buckinghamshire. Eric Gill uważany był za głęboko religijnego człowieka, co zestawione z prywatnymi dziennikami, w których opisywał własne – odbiegające od normy (np. stosunek z psem) – praktyki seksualne, stało się przyczyną wielu kontrowersji i przewartościowania dorobku artysty.
Eric Gill zmarł na raka płuc w Szpitalu Harefield w Middlesex w 1940 roku.